# 자니 스트롱
자니 스트롱(Johnny Strong, 1979년 11월 12일 ~ )은 미국의 배우, 영화배우, 가수, 스턴트 배우이다.
로스앤젤레스에서 태어났다.

## 영화
- 데이라이트 엔드: 인류멸망의 날 (2016년)
- 시너스 앤 세인츠 (2010년) - 션 역
- 블랙 호크 다운 (2001년) - Sfc. 랜디 슈가트 역
- 분노의 질주 (2001년) - 레온 역
- 겟 카터 (2000년)
- 글리머 맨 (1996년)